# Erkut Şentürk
Mehmet Erkut Şentürk (* 6. Mai 1994 in Istanbul) ist ein türkischer Fußballspieler.

## Karriere

### Verein
Şentürk kam im Istanbuler Stadtteil Bakırköy auf die Welt und begann mit dem Vereinsfußball 2006 in der Jugend von Beşiktaş Istanbul. Bei Beşiktaş erhielt er im Sommer 2010 einen Profi-Vertrag, spielte aber weiterhin fast ausschließlich für die Jugendmannschaft.
Im Sommer 2012 wurde sein Wechsel zum Erstligisten Eskişehirspor bekanntgegeben. Bei Eskişehirspor nahm er parallel zu seinen Trainingseinheiten mit den Profis schwerpunktmäßig am Training der Reserve teil und absolvierte für diese mehrere Spiele. Ab der Rückrunde der Spielzeit 2012/13 saß er auch bei Spielen der Profis auf der Ersatzbank. So gab er sein Profidebüt während der Erstligabegegnung vom 28. Januar 2013 gegen Orduspor. Hier wurde er in der 90. Minute für Necati Ateş eingewechselt. Anfang 2016 verließ er diesen Verein.

### Nationalmannschaft
Şentürk spielte von der türkischen U-15- bis zur U-18-Jugendnationalmannschaft für alle Altersstufen seines Landes.